# Bruno Loi
Bruno Loi (* 23. August 1941 in Avellino) ist ein italienischer General im Ruhestand. 1992 und 1993 befehligte er im Rahmen der UNOSOM einen italienischen Verband in Somalia.

## Werdegang
Loi wurde nach seiner Ausbildung an der Militärakademie in Modena und Turin Offizier in der Fallschirmjägerbrigade Folgore. 1983 kommandierte er bei einem Friedenseinsatz im Libanon ein Fallschirmjägerbataillon. In den Jahren danach absolvierte er Generalstabslehrgänge an der Führungsakademie des Heeres in Civitavecchia, an der französischen École Militaire in Paris und an der Führungsakademie der italienischen Streitkräfte (CASD) in Rom. Nach Verwendungen im Verteidigungsministerium war er von 1987 bis 1990 italienischer Militärattaché in Paris und danach Kommandeur der Fallschirmjägerbrigade "Folgore" in Livorno. Diese Brigade wurde 1992 Leitverband für ein italienisches Kontingent in Somalia.

## Somalia
Die Entsendung eines italienischen Kontingents im Rahmen der US-Operation "Restore Hope" bzw. von UNOSOM I wurde vom Parlament in Rom am 9. Dezember 1992 beschlossen (gleichzeitig auch eine weitere Mission in Mosambik im Rahmen von ONUMOZ). 3.000 Soldaten unter dem Befehl von Generalmajor Giampiero Rossi sollten am 4. Januar 1993 in Somalia mit der „Operation Ibis“ beginnen. Am 12. Dezember 1993 stach das Kontingent auf fünf Schiffen von Livorno und Brindisi aus in See. Tags darauf traf auf dem Luftweg ein italienisches Vorauskommando in Somalia ein, das sich auf dem Militärflugplatz Bali Dogle einrichtete. Am 15. und 16. Dezember landeten dort italienische Fallschirmjäger, die u. a. die italienische Botschaft im Stadtteil Bondere sicherten. Am 22. Dezember traf der italienische Marineverband vor Mogadischu ein, der am folgenden Tag das mitgeführte Kontingent ausschiffte, darunter Marineinfanteristen des San-Marco-Bataillons. Die in den folgenden Tagen eingeflogenen Fallschirmjäger besetzten unter ihrem Kommandeur, General Bruno Loi, u. a. Balad, Bardera und Belet Uen. Bis zum 3. Januar 1993 waren alle der knapp 30.000 Soldaten der internationalen Truppe (UNITAF) an ihren vorgesehenen Einsatzorten. Sie durften ihr Mandat mit Waffengewalt durchsetzen, was jedoch im weiteren Verlauf von den 33 verschiedenen Kontingenten auf recht unterschiedliche Weise interpretiert und umgesetzt wurde. Das italienische Kontingent hatte zwischen Mogadischu und Belet Uen etwa 70.000 km² zu kontrollieren (ca. 360 × 200 km) und dabei zahlreiche humanitäre Aufgaben durchzuführen. Ab Februar wurde das italienische und etliche andere Kontingente wiederholt Ziel von Angriffen somalischer Milizen, was dann im März zur Einrichtung von UNOSOM II führte.
Am 4. Mai 1993 übernahmen die Vereinten Nationen von den USA die Führung des Einsatzes in Somalia. Bei dieser Gelegenheit übernahm General Bruno Loi das Kommando über das gesamte italienische Kontingent. Einen Monat danach kam es in Mogadischu bei der Radiostation der Somali National Alliance zu einem Angriff von Milizen des Generals Aidid auf UN-Truppen, wobei 24 pakistanische Blauhelme getötet wurden. Angehörige einer italienischen Spezialeinheit verhinderten dort zusammen mit US-Soldaten in der Folge ein Blutbad. In den Tagen danach beteiligten sich auch italienische Truppen an der Jagd auf Aidid, wobei es am 17. Juni zu heftigen Kämpfen kam. Auf Grund unterschiedlicher Interpretationen des UNO-Mandats war es schon zuvor zwischen Italienern und Amerikanern zu Spannungen gekommen. Als US-Truppen bei der Verfolgung Aidids am 22. Juni eigenmächtig im italienischen Sektor operierten, kam es zwischen Loi und dem US-Kommando zu Auseinandersetzungen.
Am 2. Juli 1993 starteten 500 italienische Soldaten zusammen mit 400 Beamten der neuen somalischen Polizei in Mogadischu zwischen den sogenannten Checkpoints Pasta (Pastificio) und Ferro eine Aktion zur Entwaffnung der sich befehdenden Milizen Aidids und Mahdis. General Loi hatte für diese gefährliche Aktion Verstärkungen aus Balad herangeführt. Die italienischen Truppen, die zu ihrem Schutz u. a. über Panzer und Kampfhubschrauber verfügten, hoben zusammen mit den somalischen Polizisten im Verlauf der um 06.00 Uhr Ortszeit gestarteten Operation etliche Waffendepots aus. Am Ende der Aktion kehrte eine der beiden italienischen Kampfgruppen über den Checkpoint Ferro zu ihrem Stützpunkt beim Hafen zurück ("Alfa"), die andere ("Bravo") über den Checkpoint Pasta nach Balad. Beim Checkpoint Pasta gerieten die abziehenden italienischen Soldaten am späten Vormittag in einen Hinterhalt. Demonstranten und andere Zivilisten beteiligten sich an den Kämpfen durch die Errichtung von Barrikaden, wobei eine italienische Einheit abgeschnitten wurde. Nachdem ein italienischer Offizier auf seinem Centauro-Panzer getroffen worden war, rief man die bereits nach Balad fahrenden Fallschirmjäger der „Bravo“-Kampfgruppe zurück. Beim Checkpoint wurden sie von
schwerem RPG- und MG-Feuer empfangen. In den nachfolgenden Gefechten, bei denen drei italienische Soldaten fielen und 26 weitere verwundet wurden, durften aus politischen Gründen keine schweren Waffen eingesetzt werden. Die Besatzung eines Kampfhubschraubers vom Typ Agusta A129 widersetzte sich diesem Befehl der höheren italienischen Kommandostellen zunächst und feuerte eine Rakete ab, wofür dann nachträglich eine Genehmigung erteilt wurde. Ähnliches spielte sich auch bei den Panzern ab, die den (politisch motivierten) Befehl „Keine Artillerie!“ erhalten hatten, sich diesem jedoch zumindest in einem Fall widersetzten, mindestens eine Barrikade zerstörten und damit den Angriff der Milizen bremsten, welche sich je nach Bedarf unter Zivilisten mischten. Die Milizen sollen bei den Kämpfen am Checkpoint Pasta mindestens 100 Angehörige verloren haben. Nachdem eine eingetroffene italienische Spezialeinheit den Rückzugsraum gesichert hatte, konnten Soldaten und Polizisten abziehen. Dieses Gefecht bewirkte eine nachhaltige Störung des Vertrauensverhältnisses zwischen dem italienischen Kontingent in Mogadischu und der örtlichen Bevölkerung, weswegen die Regierung in Rom am 13. Juli eine Verlegung der italienischen Truppen in die nördlicheren Landesteile bekanntgab. In der Zwischenzeit hatten Fallschirmjäger auf persönlichen Befehl von Loi die Journalistin Ilaria Alpi gerettet, die mit anderen Journalisten nach dem US-Angriff auf eine politische Versammlung der Somali National Alliance Ziel von Übergriffen geworden war (Alpi wurde am 20. März 1994 in Mogadischu erschossen). Am 15. Juli scheiterte auch ein Angriff auf den Checkpoint Banca, am 5. August ein weiterer auf den Checkpoint Pasta, wobei eine somalische Frau während des Feuergefechts tödlich getroffen wurde.
Anfang September 1993 kehrte die Fallschirmjägerbrigade Folgore nach acht Monaten Einsatz nach Italien zurück. Abgelöst wurde sie in Somalia von General Carmine Fiores mechanisierter Infanteriebrigade „Legnano“, die ihr Hauptquartier in Balad einrichtete und in Belet Uen u. a. mit dem deutschen Kontingent zusammenarbeitete, bis sie im März 1994 mit allen anderen Kontingenten abgezogen wurde. Kurz nach ihrer Rückkehr nach Italien begann eine politische Kampagne gegen die „Folgore“ und auch gegen ihren Kommandeur Bruno Loi, weil Bilder von italienischen Fallschirmjägern aufgetaucht waren, die sie bei der Misshandlung von somalischen Zivilisten zeigten. Weil man in Kanada wegen eines ähnlichen Vorfalles eine Militäreinheit aufgelöst hatte, forderten auch in Italien einige politische Kreise die Auflösung der „Folgore“-Brigade. Bruno Loi und sein Nachfolger Carmine Fiore boten später aus Protest ihren Rücktritt an, weil sich nach ihrer Überzeugung und nach den Ergebnissen einer Untersuchungskommission nur eine kleine Minderheit der italienischen Fallschirmjäger an Misshandlungen beteiligt hatte.
General Bruno Loi befehligte nach seinem Einsatz in Somalia u. a. die Accademia Militare di Modena und einige Territorialkommandos. Er schied am 30. September 2004 als Generalleutnant aus dem aktiven Dienst aus. Über den Einsatz in Somalia, bei dem insgesamt elf italienische Soldaten und drei italienische Zivilisten ums Leben kamen, erschien 2005 ein Buch von ihm mit dem Titel Peace-keeping:pace o guerra? Una risposta italiana:l’operazione Ibis in Somalia.